# 老窝镇 (泸水市)
老窝镇，是中华人民共和国云南省怒江傈僳族自治州泸水市下辖的一个乡镇级行政单位。

## 行政区划
老窝镇下辖以下地区：
老窝村、荣华村、中元村、崇仁村、银坡村和云西村。